# リュネヴィルの和約

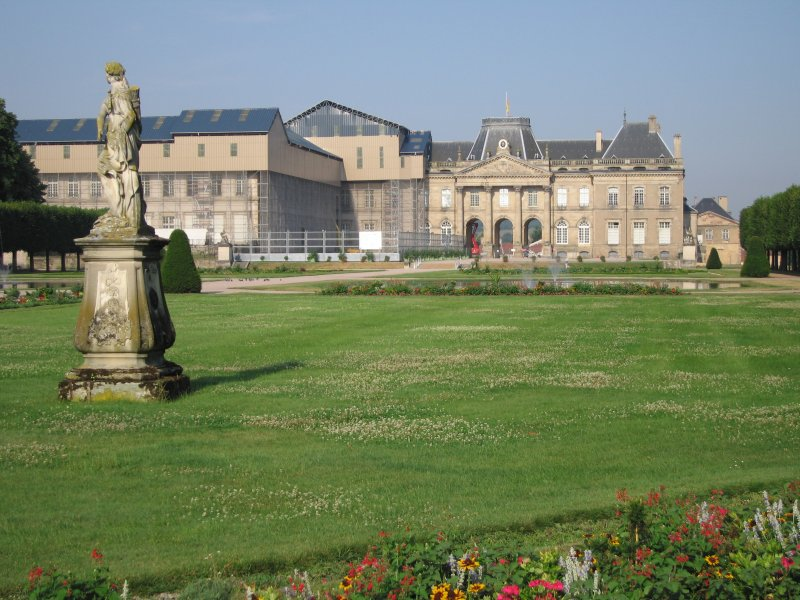
リュネヴィル

リュネヴィルの和約（リュネヴィルのわやく、仏: Paix de Lunéville, 独: Friede von Lunéville）は、フランス革命戦争（ナポレオン戦争）期間中の1801年2月9日に、フランス東部の都市リュネヴィルにおいて、フランスとオーストリアが締結した講和条約である。リュネヴィル講和条約（リュネヴィルこうわじょうやく、仏:Traité de Lunéville, 独:Vertrag von Lunéville）とも呼ばれる。

## 概要
オーストリアは1798年に第二次対仏大同盟を結成し、北イタリアやライン方面に侵攻していたが、1800年にマレンゴの戦いとホーエンリンデンの戦いでフランスに敗れたことで講和を余儀なくされた。講和によって第二次対仏大同盟は崩壊し、イギリスのみがフランスとの戦争を続けることになった。
条約により、オーストリアは、バタヴィア共和国、ヘルヴェティア共和国、チザルピーナ共和国、リグリア共和国の承認を再確認し、フランスによるライン川左岸地域（ラインラント）の併合を承認した。
基本的にはカンポ・フォルミオの和約を再確認するもので、敗戦国であるオーストリアにとっては寛大な内容と言えた。また、トスカーナ大公国のフランスへの譲渡（直後に大公国は廃止、エトルリア王国になる）、チザルピーナ共和国の領土拡大、ナポリにおける王制の復活などイタリアにおける諸問題に関しても同時に取り決められた。